# 齐格勒-尼科尔斯方法
齐格勒－尼科尔斯方法（英語：Ziegler–Nichols method）是一种整定PID控制器、探索其控制参数的方法。它是由1940年代早期两位泰勒仪器公司的工程师提出的，这个方法也因此以二人的名字命名。其调试方式为，首先将积分和微分增益设置为0，然后比例增益从零开始逐渐增加，直到到达极限增益KU，此时控制器输出值以恒定值振荡。KU和振荡周期TU根据不同的类型，按下表中的方式来设置比例、积分和微分增益。
| Ziegler–Nichols方法       |                           |                                |                                |
| 控制类型                  | {\displaystyle K_{p}}     | {\displaystyle K_{i}}          | {\displaystyle K_{d}}          |
| 比例                      | {\displaystyle K_{u}/2}   | -                              | -                              |
| 比例-积分                 | {\displaystyle K_{u}/2.2} | {\displaystyle 1.2K_{p}/T_{u}} | -                              |
| 经典比例-积分-微分（PID） | {\displaystyle 0.60K_{u}} | {\displaystyle 2K_{p}/T_{u}}   | {\displaystyle K_{p}T_{u}/8}   |
| Pessen Integral Rule      | {\displaystyle 0.7K_{u}}  | {\displaystyle 2.5K_{p}/T_{u}} | {\displaystyle 0.15K_{p}T_{u}} |
| 部份過沖量                | {\displaystyle 0.33K_{u}} | {\displaystyle 2K_{p}/T_{u}}   | {\displaystyle K_{p}T_{u}/3}   |
| 無過沖量                  | {\displaystyle 0.2K_{u}}  | {\displaystyle 2K_{p}/T_{u}}   | {\displaystyle K_{p}T_{u}/3}   |

## 比較
齐格勒－尼科尔斯方法會有「1/4振幅衰減」的特性（使系統第二次過衝量是第一次的1/4），在一些應用中適合應用這様的系統特性，但無法符合所有的應用場合。
齐格勒－尼科尔斯方法的調適準則是讓PID迴路在雜訊抑制上有最好的效果。
此方法調適到的參數會有較大的增益及較大的過沖，若有些應用想要使過沖最小化，甚至要消除過衝，需要用其他的方式進行調機。